# 김익두
김익두(金益斗, 1874년 11월 3일 ~ 1950년 10월 14일, 조선 황해도 안악군 출생)는 일제강점기와 광복 이후 조선민주주의인민공화국에서 활동한 한국 초기 개신교 목사 중 한 명이다.

## 생애
청년 시절에는 방탕한 생활을 하였으나, 1900년 미국인 선교사 W. L. 스왈렌의 설교에 감동하여 개신교에 관심을 갖게 되었다. 1년 후 스왈렌에게 세례를 받고 재령교회의 전도사가 된 김익두는, 황해도 신천 지역의 개척 전도사로 파견되어 개척교회 활동을 하였다.
1910년에는 평양장로회신학교를 졸업하고, 신천교회의 목사가 되었다.
1919년 강동 염파교회에서 사경회 도중 신적인 치유 능력을 얻어, 이것이 소문나기 시작하면서 그가 주최하는 부흥집회에는 치료를 받고자 많은 인파들이 찾아왔다.
또한 일제강점기 때 신사참배 거부로 고문을 받기도 했다.
광복 이후 조선민주주의인민공화국에 남아 김일성 정권에 협력을 가장하면서 반공연대를 조직하는 등 우익 인사들을 비밀리에 지원하는 활동을 하다가 1950년 10월 14일, 한국 전쟁 중 조선인민군의 총에 맞아 77세의 나이로 순교하였다. 이때 함께 있다가 저지에 나선 5명의 성도 또한 그 자리에서 총살당했다.